# バイエルン・インゴルシュタット公国
バイエルン＝インゴルシュタット公国（ドイツ語: Bayern-Ingolstadt あるいは Oberbayern-Ingolstadt）は、1392年から1447年まで神聖ローマ帝国に存在した領邦国家。

## 歴史
1375年のシュテファン2世の死後、シュテファン3世、フリードリヒ、ヨハン2世の3人の息子がバイエルン＝ランツフート公国を共同統治した。17年後、兄弟は公に遺領の分割を決定した。ヨハン2世がバイエルン＝ミュンヘン公国を、シュテファンがバイエルン＝インゴルシュタット公国を新たに創設、フリードリヒが引き続きバイエルン＝ランツフート公国を統治した。
1413年にシュテファン3世が死ぬと、ルートヴィヒ7世は父の位を継承した。1429年にバイエルン＝シュトラウビングがバイエルン＝インゴルシュタット公国に合併された。ルートヴィヒ7世の治世は、息子のルートヴィヒ8世が1443年に簒奪するまで続いた。ルートヴィヒ7世の身柄はバイエルン＝ラントフーツ公ハインリヒ16世のもとに送られた。ルートヴィヒ8世は一連の政変ののち2年後に没した。またルートヴィヒ7世は囚われの身となった。はたして後継者がいなくなったバイエルン＝インゴルシュタット公国はバイエルン＝ランツフート公国に編入された。

## 地理
バイエルン＝インゴルシュタット公国はバイエルンの多様な飛び地からなっていた。首都はインゴルシュタットに置かれ、それにはシュローベンハウゼン、アイハッハ、フリートベルク、ライン・アム・レヒおよびヘッヘシュテット・アン・デア・ドナウが含まれていた。加えて、バイエルン＝インゴルシュタット公国は以下の都市を含んでいた。
- 南バイエルン:
  - ヴァッサーブルク・アム・イン（英語版）
  - エーバースベルク（英語版）
  - クーフシュタイン
  - キッツビュール
  - ラッテンベルク（英語版）
- 東バイエルン:
  - シェルディング（英語版）
  - ディンゴルフィング（英語版）
  - マラースドルフ＝プファフェンベルク（英語版）
- 北バイエルン:
  - ヒルポルトシュタイン
  - ヘルスブルック（英語版）
  - ラウフ・アン・デア・ペグニッツ（英語版）
  - ヴァイデン・イン・デア・オーパープファルツ（英語版）
  - ヴァルトミュンヘン（英語版）

座標: 北緯48度45分 東経11度25分 / 北緯48.750度 東経11.417度